# Лангхелле, Йорген
Йорген Сандвик Лангхелле (норв. Jørgen Sandvik Langhelle; 18 августа 1965, Саннес, Норвегия — 3 августа 2021) — норвежский актёр, режиссёр, сценарист, продюсер, оператор и монтажёр.

## Биография
Йорген Лангхелле дебютировал в Норвежском театре в пьесе-кабуки в 1985 году. В 1993—1995 годы работал в Новом театре Осло и в других театрах. Карьеру в кино Йорген начал с 1995 года. Играл роли по пьесам таких писателей, как: Анне-Катарина Вестли, Улав Дуун, Астрид Линдгрен, Бернар-Мари Кольтес и прочих.
Среди фильмов Йоргена Лангхелле можно отметить: «Только облака закрывают звёзды» с Андрине Сетер, «Эллинг», «Волчье лето» с Акселем Хенни, «Арн: Рыцарь-тамплиер» со Стелланом Скарсгардом, «Восстание в Каутокейно» с Бьорном Сундквистом, «Юхан-скиталец» с Крисом Кристофферсоном, «Нечто» с Мэри Элизабет Уинстэд, а также сериал «Лиллехаммер».
Йорген Лангхелле скоропостижно скончался от остановки сердца 3 августа 2021 года.

## Награды
- 2002: статуэтка «Аамот» — премия от норвежской организации «Film & Kino»